# Sinfonía n.º 4 (Antheil)
La Sinfonía n.º 4 de George Antheil, subtitulada 1942, es una obra para orquesta en la que este compositor estadounidense trabajó fruto de sus trabajos como corresponsal de guerra durante la Segunda Guerra Mundial. 
La Sinfonía, que dura algo más de media hora, se estructura en cuatro movimientos: Moderato - Allegretto, Allegro, Scherzo: Presto y Allegro non troppo. La obra, construida por el procedimiento cíclico y que se plantea como una tragedia optimista, se considera la primera Sinfonía de guerra estadounidense.

## Citas
- Habiendo sido escrita en un período en el que el futuro del mundo entero estaba siendo decidido, su primer movimiento indudablemente refleja mi estado psicológico del momento en el que trabajaba en él, perturbado y tenso; no tenía ningún "programa" en mente, pero cada día atendía a las noticias de Stalingrado, Áfrico, el Pacífico... El segundo movimiento es trágico (llegaban ya las noticias de Lidiče y los horrores en Polonia), mientras que el tercero, el Scherzo, es como una broma brutal: la broma de la guerra. El cuarto, escrito tras el fracaso del sitio de Stalingrado y nuestra llegada a Marruecos, anuncia la victoria - George Antheil

## Grabaciones
- Orquesta Sinfónica Nacional de Ucrania; dir. Theodore Kuchar Kiev, diciembre de 1998.

- Datos: Q627959